# افق گمشده (فیلم ۱۹۷۳)
افق گمشده (انگلیسی: Lost Horizon) فیلمی در ژانر موزیکال به کارگردانی چارلز جروت است که در سال ۱۹۷۳ منتشر شد.

## بازیگران
- پیتر فینچ
- جان گیلگد
- لیو اولمان
- سالی کلرمن
- الیویا هاسی
- شارل بوآیه
- جرج کندی
- مایکل یورک
- بابی وان
- کنت اسمیت
- میکو تاکا